# Dicranomyia commixta
Dicranomyia commixta är en tvåvingeart som först beskrevs av Alexander 1933.  Dicranomyia commixta ingår i släktet Dicranomyia och familjen småharkrankar. Inga underarter finns listade i Catalogue of Life.